# Lista över fornlämningar i Tranemo kommun (Tranemo)
Lista över fornlämningar i Tranemo kommun (Tranemo) är en förteckning av ett urval av de fornlämningar som finns i Tranemo i Tranemo kommun.
| Namn                                   | Lämningstyp                 | Tillkomsttid | Historisk indelning    | Plats | Läge                 | ID-nr          | Bild                                      |
| -------------------------------------- | --------------------------- | ------------ | ---------------------- | ----- | -------------------- | -------------- | ----------------------------------------- |
| Tranemo 2:1                            | Gravfält                    |              | Tranemo, Västergötland |       | 57.475773, 13.288177 | 10180000020001 | Ladda upp en bild av detta fornminne      |
| Tranemo 3:1                            | Runristning                 |              | Tranemo, Västergötland |       | 57.475680, 13.289724 | 10180000030001 | Ladda upp en till bild av detta fornminne |
| Tranemo 4:1                            | Stenkammargrav              |              | Tranemo, Västergötland |       | 57.476206, 13.289352 | 10180000040001 | Ladda upp en bild av detta fornminne      |
| Tranemo 5:1                            | Stensättning                |              | Tranemo, Västergötland |       | 57.476613, 13.271287 | 10180000050001 | Ladda upp en bild av detta fornminne      |
| Tranemo 6:1                            | Röse                        |              | Tranemo, Västergötland |       | 57.487217, 13.295058 | 10180000060001 | Ladda upp en bild av detta fornminne      |
| Tranemo 7:1                            | Röse                        |              | Tranemo, Västergötland |       | 57.486341, 13.293583 | 10180000070001 | Ladda upp en bild av detta fornminne      |
| Tranemo 7:2                            | Stensättning                |              | Tranemo, Västergötland |       | 57.486228, 13.293726 | 10180000070002 | Ladda upp en bild av detta fornminne      |
| Tranemo 7:3                            | Stensättning                |              | Tranemo, Västergötland |       | 57.486221, 13.293493 | 10180000070003 | Ladda upp en bild av detta fornminne      |
| Tranemo 7:4                            | Stensättning                |              | Tranemo, Västergötland |       | 57.486116, 13.293562 | 10180000070004 | Ladda upp en bild av detta fornminne      |
| Tranemo 8:1                            | Röse                        |              | Tranemo, Västergötland |       | 57.487101, 13.280273 | 10180000080001 | Ladda upp en bild av detta fornminne      |
| Tranemo 9:1                            | Stenkrets                   |              | Tranemo, Västergötland |       | 57.493839, 13.281529 | 10180000090001 | Ladda upp en bild av detta fornminne      |
| Tranemo 9:2                            | Stenkrets                   |              | Tranemo, Västergötland |       | 57.493685, 13.281101 | 10180000090002 | Ladda upp en bild av detta fornminne      |
| Tranemo 9:3                            | Stenkrets                   |              | Tranemo, Västergötland |       | 57.493761, 13.281287 | 10180000090003 | Ladda upp en bild av detta fornminne      |
| Tranemo 9:4                            | Stensättning                |              | Tranemo, Västergötland |       | 57.493984, 13.281631 | 10180000090004 | Ladda upp en bild av detta fornminne      |
| Tranemo 10:1                           | Gravfält                    |              | Tranemo, Västergötland |       | 57.511194, 13.298722 | 10180000100001 | Ladda upp en bild av detta fornminne      |
| Tranemo 11:1                           | Stensättning                |              | Tranemo, Västergötland |       | 57.531748, 13.287139 | 10180000110001 | Ladda upp en bild av detta fornminne      |
| Tranemo 12:1                           | Stensättning                |              | Tranemo, Västergötland |       | 57.531641, 13.286107 | 10180000120001 | Ladda upp en bild av detta fornminne      |
| Tranemo 15:1                           | Stensättning                |              | Tranemo, Västergötland |       | 57.547058, 13.294406 | 10180000150001 | Ladda upp en bild av detta fornminne      |
| Tranemo 16:1                           | Stensättning                |              | Tranemo, Västergötland |       | 57.545943, 13.292906 | 10180000160001 | Ladda upp en bild av detta fornminne      |
| Tranemo 17:1                           | Röse                        |              | Tranemo, Västergötland |       | 57.538542, 13.312357 | 10180000170001 | Ladda upp en bild av detta fornminne      |
| Tranemo 18:1                           | Röse                        |              | Tranemo, Västergötland |       | 57.543859, 13.316896 | 10180000180001 | Ladda upp en bild av detta fornminne      |
| Tranemo 19:1                           | Stensättning                |              | Tranemo, Västergötland |       | 57.540156, 13.316925 | 10180000190001 | Ladda upp en bild av detta fornminne      |
| Tranemo 20:1                           | Röse                        |              | Tranemo, Västergötland |       | 57.541736, 13.316911 | 10180000200001 | Ladda upp en bild av detta fornminne      |
| Limmareds g:a kyrkplats (Tranemo 21:1) | Kyrka/kapell                |              | Tranemo, Västergötland |       | 57.522770, 13.336810 | 10180000210001 | Ladda upp en bild av detta fornminne      |
| Tranemo 23:1                           | Stensättning                |              | Tranemo, Västergötland |       | 57.544057, 13.320559 | 10180000230001 | Ladda upp en bild av detta fornminne      |
| Tranemo 24:1                           | Röse                        |              | Tranemo, Västergötland |       | 57.545629, 13.322200 | 10180000240001 | Ladda upp en bild av detta fornminne      |
| Tranemo 25:1                           | Stensättning                |              | Tranemo, Västergötland |       | 57.548698, 13.326888 | 10180000250001 | Ladda upp en bild av detta fornminne      |
| Tranemo 26:1                           | Stensättning                |              | Tranemo, Västergötland |       | 57.557492, 13.331453 | 10180000260001 | Ladda upp en bild av detta fornminne      |
| Tranemo 27:1                           | Gravfält                    |              | Tranemo, Västergötland |       | 57.548241, 13.335588 | 10180000270001 | Ladda upp en bild av detta fornminne      |
| Kungarör (Tranemo 28:1)                | Röse                        |              | Tranemo, Västergötland |       | 57.553648, 13.340049 | 10180000280001 | Ladda upp en bild av detta fornminne      |
| Drottningrör (Tranemo 29:1)            | Röse                        |              | Tranemo, Västergötland |       | 57.555209, 13.336681 | 10180000290001 | Ladda upp en bild av detta fornminne      |
| Drottningrör (Tranemo 29:2)            | Stensättning                |              | Tranemo, Västergötland |       | 57.555318, 13.336751 | 10180000290002 | Ladda upp en bild av detta fornminne      |
| Drottningrör (Tranemo 29:3)            | Röse                        |              | Tranemo, Västergötland |       | 57.555569, 13.336817 | 10180000290003 | Ladda upp en bild av detta fornminne      |
| Drottningrör (Tranemo 29:4)            | Stensättning                |              | Tranemo, Västergötland |       | 57.555682, 13.337117 | 10180000290004 | Ladda upp en bild av detta fornminne      |
| Drottningrör (Tranemo 29:5)            | Röse                        |              | Tranemo, Västergötland |       | 57.556215, 13.337578 | 10180000290005 | Ladda upp en bild av detta fornminne      |
| Tranemo 30:1                           | Röse                        |              | Tranemo, Västergötland |       | 57.533002, 13.345000 | 10180000300001 | Ladda upp en bild av detta fornminne      |
| Tranemo 31:1                           | Stensättning                |              | Tranemo, Västergötland |       | 57.533065, 13.342919 | 10180000310001 | Ladda upp en bild av detta fornminne      |
| Tranemo 32:1                           | Stensättning                |              | Tranemo, Västergötland |       | 57.532162, 13.342083 | 10180000320001 | Ladda upp en bild av detta fornminne      |
| Tranemo 33:1                           | Röse                        |              | Tranemo, Västergötland |       | 57.529034, 13.340389 | 10180000330001 | Ladda upp en bild av detta fornminne      |
| Tranemo 35:1                           | Röse                        |              | Tranemo, Västergötland |       | 57.519407, 13.344883 | 10180000350001 | Ladda upp en bild av detta fornminne      |
| Tranemo 37:1                           | Gravfält                    |              | Tranemo, Västergötland |       | 57.514956, 13.345113 | 10180000370001 | Ladda upp en bild av detta fornminne      |
| Tranemo 39:1                           | Stensättning                |              | Tranemo, Västergötland |       | 57.504390, 13.338898 | 10180000390001 | Ladda upp en bild av detta fornminne      |
| Tranemo 40:1                           | Röse                        |              | Tranemo, Västergötland |       | 57.501556, 13.335643 | 10180000400001 | Ladda upp en bild av detta fornminne      |
| Tranemo 42:1                           | Stensättning                |              | Tranemo, Västergötland |       | 57.491056, 13.329667 | 10180000420001 | Ladda upp en bild av detta fornminne      |
| Tranemo 43:1                           | Stensättning                |              | Tranemo, Västergötland |       | 57.483946, 13.326705 | 10180000430001 | Ladda upp en bild av detta fornminne      |
| Tranemo 43:2                           | Stensättning                |              | Tranemo, Västergötland |       | 57.483818, 13.326839 | 10180000430002 | Ladda upp en bild av detta fornminne      |
| Tranemo 43:3                           | Stensättning                |              | Tranemo, Västergötland |       | 57.483792, 13.326634 | 10180000430003 | Ladda upp en bild av detta fornminne      |
| Tranemo 43:4                           | Stensättning                |              | Tranemo, Västergötland |       | 57.483713, 13.326504 | 10180000430004 | Ladda upp en bild av detta fornminne      |
| Tranemo 44:1                           | Stensättning                |              | Tranemo, Västergötland |       | 57.485889, 13.331728 | 10180000440001 | Ladda upp en bild av detta fornminne      |
| Tranemo 44:2                           | Hällristning                |              | Tranemo, Västergötland |       | 57.485889, 13.331728 | 10180000440002 | Ladda upp en bild av detta fornminne      |
| Tranemo 44:3                           | Hällristning                |              | Tranemo, Västergötland |       | 57.486081, 13.331837 | 10180000440003 | Ladda upp en bild av detta fornminne      |
| Tranemo 45:1                           | Röse                        |              | Tranemo, Västergötland |       | 57.508297, 13.339371 | 10180000450001 | Ladda upp en bild av detta fornminne      |
| Tranemo 46:1                           | Stensättning                |              | Tranemo, Västergötland |       | 57.486182, 13.338016 | 10180000460001 | Ladda upp en bild av detta fornminne      |
| Tranemo 46:2                           | Hög                         |              | Tranemo, Västergötland |       | 57.485836, 13.337977 | 10180000460002 | Ladda upp en bild av detta fornminne      |
| Tranemo 48:1                           | Stensättning                |              | Tranemo, Västergötland |       | 57.484600, 13.335818 | 10180000480001 | Ladda upp en bild av detta fornminne      |
| Tranemo 49:1                           | Röse                        |              | Tranemo, Västergötland |       | 57.484017, 13.335512 | 10180000490001 | Ladda upp en bild av detta fornminne      |
| Tranemo 50:1                           | Röse                        |              | Tranemo, Västergötland |       | 57.483328, 13.335370 | 10180000500001 | Ladda upp en bild av detta fornminne      |
| Tranemo 51:1                           | Stensättning                |              | Tranemo, Västergötland |       | 57.485847, 13.320408 | 10180000510001 | Ladda upp en bild av detta fornminne      |
| Tranemo 52:1                           | Röse                        |              | Tranemo, Västergötland |       | 57.483796, 13.319246 | 10180000520001 | Ladda upp en bild av detta fornminne      |
| Tranemo 53:1                           | Röse                        |              | Tranemo, Västergötland |       | 57.480995, 13.325912 | 10180000530001 | Ladda upp en bild av detta fornminne      |
| Tranemo 54:1                           | Röse                        |              | Tranemo, Västergötland |       | 57.481934, 13.324056 | 10180000540001 | Ladda upp en bild av detta fornminne      |
| Tranemo 54:2                           | Stensättning                |              | Tranemo, Västergötland |       | 57.482091, 13.324060 | 10180000540002 | Ladda upp en bild av detta fornminne      |
| Tranemo 54:3                           | Stensättning                |              | Tranemo, Västergötland |       | 57.481520, 13.323722 | 10180000540003 | Ladda upp en bild av detta fornminne      |
| Tranemo 55:1                           | Stensättning                |              | Tranemo, Västergötland |       | 57.483131, 13.317521 | 10180000550001 | Ladda upp en bild av detta fornminne      |
| Tranemo 55:2                           | Stensättning                |              | Tranemo, Västergötland |       | 57.482878, 13.317940 | 10180000550002 | Ladda upp en bild av detta fornminne      |
| Tranemo 55:3                           | Röse                        |              | Tranemo, Västergötland |       | 57.482709, 13.317763 | 10180000550003 | Ladda upp en bild av detta fornminne      |
| Tranemo 56:1                           | Röse                        |              | Tranemo, Västergötland |       | 57.483562, 13.310990 | 10180000560001 | Ladda upp en bild av detta fornminne      |
| Tranemo 57:1                           | Röse                        |              | Tranemo, Västergötland |       | 57.482595, 13.314040 | 10180000570001 | Ladda upp en bild av detta fornminne      |
| Tranemo 58:1                           | Röse                        |              | Tranemo, Västergötland |       | 57.481986, 13.312715 | 10180000580001 | Ladda upp en bild av detta fornminne      |
| Tranemo 59:1                           | Röse                        |              | Tranemo, Västergötland |       | 57.478963, 13.310058 | 10180000590001 | Ladda upp en bild av detta fornminne      |
| Tranemo 59:2                           | Röse                        |              | Tranemo, Västergötland |       | 57.478823, 13.309846 | 10180000590002 | Ladda upp en bild av detta fornminne      |
| Tranemo 60:1                           | Röse                        |              | Tranemo, Västergötland |       | 57.480594, 13.313985 | 10180000600001 | Ladda upp en bild av detta fornminne      |
| Tranemo 61:1                           | Röse                        |              | Tranemo, Västergötland |       | 57.479160, 13.315422 | 10180000610001 | Ladda upp en bild av detta fornminne      |
| Tranemo 61:2                           | Stensättning                |              | Tranemo, Västergötland |       | 57.478974, 13.316020 | 10180000610002 | Ladda upp en bild av detta fornminne      |
| Tranemo 62:1                           | Gravfält                    |              | Tranemo, Västergötland |       | 57.477887, 13.323988 | 10180000620001 | Ladda upp en bild av detta fornminne      |
| Tranemo 63:1                           | Hög                         |              | Tranemo, Västergötland |       | 57.478554, 13.326823 | 10180000630001 | Ladda upp en bild av detta fornminne      |
| Tranemo 64:1                           | Röse                        |              | Tranemo, Västergötland |       | 57.478903, 13.318851 | 10180000640001 | Ladda upp en bild av detta fornminne      |
| Tranemo 65:1                           | Röse                        |              | Tranemo, Västergötland |       | 57.477515, 13.315052 | 10180000650001 | Ladda upp en bild av detta fornminne      |
| Tranemo 66:1                           | Röse                        |              | Tranemo, Västergötland |       | 57.478185, 13.317016 | 10180000660001 | Ladda upp en bild av detta fornminne      |
| Tranemo 67:1                           | Röse                        |              | Tranemo, Västergötland |       | 57.479452, 13.323798 | 10180000670001 | Ladda upp en bild av detta fornminne      |
| Tranemo 68:1                           | Gravfält                    |              | Tranemo, Västergötland |       | 57.479577, 13.325155 | 10180000680001 | Ladda upp en bild av detta fornminne      |
| Tranemo 69:1                           | Röse                        |              | Tranemo, Västergötland |       | 57.477626, 13.304747 | 10180000690001 | Ladda upp en bild av detta fornminne      |
| Tranemo 70:1                           | Stensättning                |              | Tranemo, Västergötland |       | 57.477427, 13.302381 | 10180000700001 | Ladda upp en bild av detta fornminne      |
| Tranemo 71:1                           | Röse                        |              | Tranemo, Västergötland |       | 57.545978, 13.410738 | 10180000710001 | Ladda upp en bild av detta fornminne      |
| Tranemo 72:1                           | Röse                        |              | Tranemo, Västergötland |       | 57.546735, 13.411536 | 10180000720001 | Ladda upp en bild av detta fornminne      |
| Tranemo 72:2                           | Röse                        |              | Tranemo, Västergötland |       | 57.546628, 13.411461 | 10180000720002 | Ladda upp en bild av detta fornminne      |
| Tranemo 72:3                           | Stensättning                |              | Tranemo, Västergötland |       | 57.546529, 13.411329 | 10180000720003 | Ladda upp en bild av detta fornminne      |
| Tranemo 73:1                           | Stensättning                |              | Tranemo, Västergötland |       | 57.536088, 13.408749 | 10180000730001 | Ladda upp en bild av detta fornminne      |
| Tranemo 73:2                           | Stensättning                |              | Tranemo, Västergötland |       | 57.536033, 13.408491 | 10180000730002 | Ladda upp en bild av detta fornminne      |
| Tranemo 74:1                           | Gravfält                    |              | Tranemo, Västergötland |       | 57.531739, 13.408875 | 10180000740001 | Ladda upp en bild av detta fornminne      |
| Tranemo 75:1                           | Hög                         |              | Tranemo, Västergötland |       | 57.529111, 13.390257 | 10180000750001 | Ladda upp en bild av detta fornminne      |
| Tranemo 76:1                           | Röse                        |              | Tranemo, Västergötland |       | 57.528603, 13.407761 | 10180000760001 | Ladda upp en bild av detta fornminne      |
| Tranemo 76:2                           | Röse                        |              | Tranemo, Västergötland |       | 57.528741, 13.408215 | 10180000760002 | Ladda upp en bild av detta fornminne      |
| Tranemo 77:1                           | Röse                        |              | Tranemo, Västergötland |       | 57.529319, 13.410864 | 10180000770001 | Ladda upp en bild av detta fornminne      |
| Tranemo 77:2                           | Stensättning                |              | Tranemo, Västergötland |       | 57.529260, 13.410606 | 10180000770002 | Ladda upp en bild av detta fornminne      |
| Tranemo 77:3                           | Röse                        |              | Tranemo, Västergötland |       | 57.528958, 13.410811 | 10180000770003 | Ladda upp en bild av detta fornminne      |
| Tranemo 77:5                           | Röse                        |              | Tranemo, Västergötland |       | 57.528601, 13.410141 | 10180000770005 | Ladda upp en bild av detta fornminne      |
| Tranemo 78:1                           | Röse                        |              | Tranemo, Västergötland |       | 57.522437, 13.444163 | 10180000780001 | Ladda upp en bild av detta fornminne      |
| Tranemo 79:1                           | Stensättning                |              | Tranemo, Västergötland |       | 57.521303, 13.440913 | 10180000790001 | Ladda upp en bild av detta fornminne      |
| Tranemo 80:1                           | Röse                        |              | Tranemo, Västergötland |       | 57.521673, 13.440159 | 10180000800001 | Ladda upp en bild av detta fornminne      |
| Tranemo 80:2                           | Stensättning                |              | Tranemo, Västergötland |       | 57.521738, 13.440336 | 10180000800002 | Ladda upp en bild av detta fornminne      |
| Tranemo 81:1                           | Gravfält                    |              | Tranemo, Västergötland |       | 57.521381, 13.442985 | 10180000810001 | Ladda upp en bild av detta fornminne      |
| Tranemo 82:1                           | Stenkrets                   |              | Tranemo, Västergötland |       | 57.518566, 13.439606 | 10180000820001 | Ladda upp en bild av detta fornminne      |
| Tranemo 82:2                           | Stensättning                |              | Tranemo, Västergötland |       | 57.518537, 13.439848 | 10180000820002 | Ladda upp en bild av detta fornminne      |
| Tranemo 86:1                           | Röse                        |              | Tranemo, Västergötland |       | 57.513363, 13.429717 | 10180000860001 | Ladda upp en bild av detta fornminne      |
| Tranemo 87:1                           | Röse                        |              | Tranemo, Västergötland |       | 57.522369, 13.429834 | 10180000870001 | Ladda upp en bild av detta fornminne      |
| Tranemo 88:1                           | Stensättning                |              | Tranemo, Västergötland |       | 57.509185, 13.425286 | 10180000880001 | Ladda upp en bild av detta fornminne      |
| Tranemo 89:1                           | Grav markerad av sten/block |              | Tranemo, Västergötland |       | 57.509168, 13.417988 | 10180000890001 | Ladda upp en bild av detta fornminne      |
| Tranemo 89:2                           | Grav markerad av sten/block |              | Tranemo, Västergötland |       | 57.509172, 13.417911 | 10180000890002 | Ladda upp en bild av detta fornminne      |
| Tranemo 89:3                           | Grav markerad av sten/block |              | Tranemo, Västergötland |       | 57.509206, 13.418124 | 10180000890003 | Ladda upp en bild av detta fornminne      |
| Tranemo 89:4                           | Grav markerad av sten/block |              | Tranemo, Västergötland |       | 57.509157, 13.418075 | 10180000890004 | Ladda upp en bild av detta fornminne      |
| Tranemo 91:1                           | Stensättning                |              | Tranemo, Västergötland |       | 57.509432, 13.420794 | 10180000910001 | Ladda upp en bild av detta fornminne      |
| Tranemo 91:2                           | Stensättning                |              | Tranemo, Västergötland |       | 57.509555, 13.420885 | 10180000910002 | Ladda upp en bild av detta fornminne      |
| Tranemo 91:3                           | Stensättning                |              | Tranemo, Västergötland |       | 57.509269, 13.420565 | 10180000910003 | Ladda upp en bild av detta fornminne      |
| Tranemo 91:4                           | Stensättning                |              | Tranemo, Västergötland |       | 57.509239, 13.421110 | 10180000910004 | Ladda upp en bild av detta fornminne      |
| Tranemo 91:5                           | Stensättning                |              | Tranemo, Västergötland |       | 57.509033, 13.421600 | 10180000910005 | Ladda upp en bild av detta fornminne      |
| Tranemo 93:1                           | Hällristning                |              | Tranemo, Västergötland |       | 57.515377, 13.399360 | 10180000930001 | Ladda upp en bild av detta fornminne      |
| Tranemo 93:2                           | Röse                        |              | Tranemo, Västergötland |       | 57.515523, 13.399704 | 10180000930002 | Ladda upp en bild av detta fornminne      |
| Tranemo 94:1                           | Begravningsplats            |              | Tranemo, Västergötland |       | 57.519733, 13.401045 | 10180000940001 | Ladda upp en bild av detta fornminne      |
| Tranemo 94:2                           | Kyrka/kapell                |              | Tranemo, Västergötland |       | 57.519769, 13.401129 | 10180000940002 | Ladda upp en bild av detta fornminne      |
| Tranemo 95:1                           | Röse                        |              | Tranemo, Västergötland |       | 57.514372, 13.400637 | 10180000950001 | Ladda upp en bild av detta fornminne      |
| Tranemo 96:1                           | Röse                        |              | Tranemo, Västergötland |       | 57.514858, 13.400331 | 10180000960001 | Ladda upp en bild av detta fornminne      |
| Tranemo 97:1                           | Röse                        |              | Tranemo, Västergötland |       | 57.516695, 13.400197 | 10180000970001 | Ladda upp en bild av detta fornminne      |
| Tranemo 97:2                           | Röse                        |              | Tranemo, Västergötland |       | 57.516557, 13.400130 | 10180000970002 | Ladda upp en bild av detta fornminne      |
| Tranemo 98:1                           | Stensättning                |              | Tranemo, Västergötland |       | 57.508796, 13.390217 | 10180000980001 | Ladda upp en bild av detta fornminne      |
| Tranemo 98:2                           | Stensättning                |              | Tranemo, Västergötland |       | 57.508947, 13.390244 | 10180000980002 | Ladda upp en bild av detta fornminne      |
| Tranemo 98:3                           | Stensättning                |              | Tranemo, Västergötland |       | 57.509073, 13.390311 | 10180000980003 | Ladda upp en bild av detta fornminne      |
| Tranemo 99:1                           | Stensättning                |              | Tranemo, Västergötland |       | 57.508971, 13.392895 | 10180000990001 | Ladda upp en bild av detta fornminne      |
| Tranemo 99:2                           | Stensättning                |              | Tranemo, Västergötland |       | 57.508913, 13.393105 | 10180000990002 | Ladda upp en bild av detta fornminne      |
| Tranemo 99:3                           | Stensättning                |              | Tranemo, Västergötland |       | 57.508817, 13.393199 | 10180000990003 | Ladda upp en bild av detta fornminne      |
| Tranemo 99:4                           | Stensättning                |              | Tranemo, Västergötland |       | 57.508793, 13.392967 | 10180000990004 | Ladda upp en bild av detta fornminne      |
| Tranemo 101:1                          | Stensättning                |              | Tranemo, Västergötland |       | 57.508409, 13.391917 | 10180001010001 | Ladda upp en bild av detta fornminne      |
| Tranemo 102:1                          | Stensättning                |              | Tranemo, Västergötland |       | 57.507954, 13.392455 | 10180001020001 | Ladda upp en bild av detta fornminne      |
| Tranemo 103:1                          | Röse                        |              | Tranemo, Västergötland |       | 57.507236, 13.387301 | 10180001030001 | Ladda upp en bild av detta fornminne      |
| Tranemo 103:2                          | Röse                        |              | Tranemo, Västergötland |       | 57.507120, 13.386494 | 10180001030002 | Ladda upp en bild av detta fornminne      |
| Tranemo 104:1                          | Röse                        |              | Tranemo, Västergötland |       | 57.506225, 13.387836 | 10180001040001 | Ladda upp en bild av detta fornminne      |
| Höga rör (Tranemo 105:1)               | Röse                        |              | Tranemo, Västergötland |       | 57.483007, 13.440640 | 10180001050001 | Ladda upp en bild av detta fornminne      |
| Höga rör (Tranemo 105:2)               | Röse                        |              | Tranemo, Västergötland |       | 57.483116, 13.440951 | 10180001050002 | Ladda upp en bild av detta fornminne      |
| Tranemo 106:1                          | Gravfält                    |              | Tranemo, Västergötland |       | 57.459447, 13.404113 | 10180001060001 | Ladda upp en bild av detta fornminne      |
| Tranemo 111:1                          | Stensättning                |              | Tranemo, Västergötland |       | 57.486685, 13.359553 | 10180001110001 | Ladda upp en bild av detta fornminne      |
| Tranemo 115:2                          | Röse                        |              | Tranemo, Västergötland |       | 57.506344, 13.385818 | 10180001150002 | Ladda upp en bild av detta fornminne      |
| Tranemo 116:1                          | Röse                        |              | Tranemo, Västergötland |       | 57.503701, 13.384022 | 10180001160001 | Ladda upp en bild av detta fornminne      |
| Tranemo 117:1                          | Hög                         |              | Tranemo, Västergötland |       | 57.504661, 13.383912 | 10180001170001 | Ladda upp en bild av detta fornminne      |
| Tranemo 117:2                          | Grav markerad av sten/block |              | Tranemo, Västergötland |       | 57.504621, 13.383981 | 10180001170002 | Ladda upp en bild av detta fornminne      |
| Tranemo 118:1                          | Röse                        |              | Tranemo, Västergötland |       | 57.505153, 13.386169 | 10180001180001 | Ladda upp en bild av detta fornminne      |
| Tranemo 119:1                          | Röse                        |              | Tranemo, Västergötland |       | 57.504780, 13.384904 | 10180001190001 | Ladda upp en bild av detta fornminne      |
| Tranemo 120:1                          | Hög                         |              | Tranemo, Västergötland |       | 57.503654, 13.383138 | 10180001200001 | Ladda upp en bild av detta fornminne      |
| Tranemo 120:2                          | Röse                        |              | Tranemo, Västergötland |       | 57.503672, 13.383356 | 10180001200002 | Ladda upp en bild av detta fornminne      |
| Tranemo 121:1                          | Stensättning                |              | Tranemo, Västergötland |       | 57.497756, 13.382948 | 10180001210001 | Ladda upp en bild av detta fornminne      |
| Tranemo 122:1                          | Röse                        |              | Tranemo, Västergötland |       | 57.489180, 13.388230 | 10180001220001 | Ladda upp en bild av detta fornminne      |
| Tranemo 122:2                          | Röse                        |              | Tranemo, Västergötland |       | 57.489162, 13.388648 | 10180001220002 | Ladda upp en bild av detta fornminne      |
| Tranemo 123:1                          | Gravfält                    |              | Tranemo, Västergötland |       | 57.497007, 13.377596 | 10180001230001 | Ladda upp en bild av detta fornminne      |
| Tranemo 124:1                          | Stensättning                |              | Tranemo, Västergötland |       | 57.497591, 13.376535 | 10180001240001 | Ladda upp en bild av detta fornminne      |
| Tranemo 124:2                          | Stensättning                |              | Tranemo, Västergötland |       | 57.497795, 13.376282 | 10180001240002 | Ladda upp en bild av detta fornminne      |
| Tranemo 127:1                          | Hög                         |              | Tranemo, Västergötland |       | 57.491133, 13.362742 | 10180001270001 | Ladda upp en bild av detta fornminne      |
| Tranemo 128:1                          | Gravfält                    |              | Tranemo, Västergötland |       | 57.489683, 13.361345 | 10180001280001 | Ladda upp en bild av detta fornminne      |
| Tranemo 134:1                          | Röse                        |              | Tranemo, Västergötland |       | 57.490260, 13.363030 | 10180001340001 | Ladda upp en bild av detta fornminne      |
| Tranemo 139:1                          | Röse                        |              | Tranemo, Västergötland |       | 57.454414, 13.314692 | 10180001390001 | Ladda upp en bild av detta fornminne      |
| Tranemo 141:1                          | Röse                        |              | Tranemo, Västergötland |       | 57.475282, 13.341489 | 10180001410001 | Ladda upp en bild av detta fornminne      |
| Tranemo 142:1                          | Röse                        |              | Tranemo, Västergötland |       | 57.476260, 13.343768 | 10180001420001 | Ladda upp en bild av detta fornminne      |
| Tranemo 142:2                          | Röse                        |              | Tranemo, Västergötland |       | 57.476253, 13.343501 | 10180001420002 | Ladda upp en bild av detta fornminne      |
| Tranemo 145:1                          | Röse                        |              | Tranemo, Västergötland |       | 57.525203, 13.403187 | 10180001450001 | Ladda upp en bild av detta fornminne      |
| Tranemo 146:1                          | Stensättning                |              | Tranemo, Västergötland |       | 57.524443, 13.403148 | 10180001460001 | Ladda upp en bild av detta fornminne      |
| Tranemo 147:1                          | Röse                        |              | Tranemo, Västergötland |       | 57.525298, 13.409354 | 10180001470001 | Ladda upp en bild av detta fornminne      |
| Tranemo 147:2                          | Röse                        |              | Tranemo, Västergötland |       | 57.525523, 13.410094 | 10180001470002 | Ladda upp en bild av detta fornminne      |
| Tranemo 148:1                          | Röse                        |              | Tranemo, Västergötland |       | 57.526289, 13.409081 | 10180001480001 | Ladda upp en bild av detta fornminne      |
| Tranemo 148:2                          | Röse                        |              | Tranemo, Västergötland |       | 57.526171, 13.408469 | 10180001480002 | Ladda upp en bild av detta fornminne      |
| Tranemo 148:3                          | Stensättning                |              | Tranemo, Västergötland |       | 57.526260, 13.408064 | 10180001480003 | Ladda upp en bild av detta fornminne      |
| Tranemo 149:1                          | Röse                        |              | Tranemo, Västergötland |       | 57.526467, 13.406555 | 10180001490001 | Ladda upp en bild av detta fornminne      |
| Tranemo 150:1                          | Röse                        |              | Tranemo, Västergötland |       | 57.527870, 13.409707 | 10180001500001 | Ladda upp en bild av detta fornminne      |
| Tranemo 151:1                          | Stensättning                |              | Tranemo, Västergötland |       | 57.527301, 13.409488 | 10180001510001 | Ladda upp en bild av detta fornminne      |
| Tranemo 152:1                          | Stensättning                |              | Tranemo, Västergötland |       | 57.523902, 13.405431 | 10180001520001 | Ladda upp en bild av detta fornminne      |
| Tranemo 153:1                          | Röse                        |              | Tranemo, Västergötland |       | 57.543235, 13.319829 | 10180001530001 | Ladda upp en bild av detta fornminne      |
| Tranemo 155:1                          | Stensättning                |              | Tranemo, Västergötland |       | 57.520025, 13.432132 | 10180001550001 | Ladda upp en bild av detta fornminne      |
| Tranemo 155:2                          | Stensättning                |              | Tranemo, Västergötland |       | 57.519915, 13.432250 | 10180001550002 | Ladda upp en bild av detta fornminne      |
| Tranemo 157:1                          | Gravfält                    |              | Tranemo, Västergötland |       | 57.518512, 13.344092 | 10180001570001 | Ladda upp en bild av detta fornminne      |
| Tranemo 158:1                          | Röse                        |              | Tranemo, Västergötland |       | 57.517575, 13.344847 | 10180001580001 | Ladda upp en bild av detta fornminne      |
| Tranemo 159:1                          | Hög                         |              | Tranemo, Västergötland |       | 57.478238, 13.343652 | 10180001590001 | Ladda upp en bild av detta fornminne      |
| Tranemo 167:1                          | Stensättning                |              | Tranemo, Västergötland |       | 57.473318, 13.339854 | 10180001670001 | Ladda upp en bild av detta fornminne      |
| Tranemo 168:1                          | Stensättning                |              | Tranemo, Västergötland |       | 57.511278, 13.396240 | 10180001680001 | Ladda upp en bild av detta fornminne      |
| Tranemo 168:2                          | Stensättning                |              | Tranemo, Västergötland |       | 57.511398, 13.396124 | 10180001680002 | Ladda upp en bild av detta fornminne      |
| Tranemo 168:3                          | Stensättning                |              | Tranemo, Västergötland |       | 57.511531, 13.395988 | 10180001680003 | Ladda upp en bild av detta fornminne      |
| Tranemo 168:4                          | Stensättning                |              | Tranemo, Västergötland |       | 57.511647, 13.395956 | 10180001680004 | Ladda upp en bild av detta fornminne      |
| Tranemo 170:1                          | Stenkrets                   |              | Tranemo, Västergötland |       | 57.521627, 13.276061 | 10180001700001 | Ladda upp en bild av detta fornminne      |
| Tranemo 170:3                          | Stensättning                |              | Tranemo, Västergötland |       | 57.522193, 13.276579 | 10180001700003 | Ladda upp en bild av detta fornminne      |
| Tranemo 171:1                          | Stensättning                |              | Tranemo, Västergötland |       | 57.491243, 13.364483 | 10180001710001 | Ladda upp en bild av detta fornminne      |
| Tranemo 172:1                          | Hällristning                |              | Tranemo, Västergötland |       | 57.490275, 13.333683 | 10180001720001 | Ladda upp en bild av detta fornminne      |
| Tranemo 179:1                          | Stensättning                |              | Tranemo, Västergötland |       | 57.495578, 13.413779 | 10180001790001 | Ladda upp en bild av detta fornminne      |
| Tranemo 193:1                          | Stensättning                |              | Tranemo, Västergötland |       | 57.511588, 13.383022 | 10180001930001 | Ladda upp en bild av detta fornminne      |
| Tranemo 194:1                          | Stensättning                |              | Tranemo, Västergötland |       | 57.511014, 13.383068 | 10180001940001 | Ladda upp en bild av detta fornminne      |
| Tranemo 195:1                          | Stensättning                |              | Tranemo, Västergötland |       | 57.508721, 13.381017 | 10180001950001 | Ladda upp en bild av detta fornminne      |
| Tranemo 196:1                          | Stensättning                |              | Tranemo, Västergötland |       | 57.513159, 13.383124 | 10180001960001 | Ladda upp en bild av detta fornminne      |
| Tranemo 196:2                          | Röse                        |              | Tranemo, Västergötland |       | 57.513432, 13.382575 | 10180001960002 | Ladda upp en bild av detta fornminne      |
| Tranemo 197:1                          | Röse                        |              | Tranemo, Västergötland |       | 57.514002, 13.382139 | 10180001970001 | Ladda upp en bild av detta fornminne      |
| Tranemo 201:1                          | Stensättning                |              | Tranemo, Västergötland |       | 57.518029, 13.395131 | 10180002010001 | Ladda upp en bild av detta fornminne      |
| Tranemo 201:2                          | Stensättning                |              | Tranemo, Västergötland |       | 57.518139, 13.395176 | 10180002010002 | Ladda upp en bild av detta fornminne      |
| Tranemo 202:1                          | Stensättning                |              | Tranemo, Västergötland |       | 57.516513, 13.389130 | 10180002020001 | Ladda upp en bild av detta fornminne      |
| Tranemo 211:1                          | Hög                         |              | Tranemo, Västergötland |       | 57.497134, 13.375314 | 10180002110001 | Ladda upp en bild av detta fornminne      |
| Tranemo 211:2                          | Stensättning                |              | Tranemo, Västergötland |       | 57.497387, 13.375494 | 10180002110002 | Ladda upp en bild av detta fornminne      |
| Tranemo 212:1                          | Stensättning                |              | Tranemo, Västergötland |       | 57.498193, 13.378129 | 10180002120001 | Ladda upp en bild av detta fornminne      |
| Tranemo 214:1                          | Stensättning                |              | Tranemo, Västergötland |       | 57.500115, 13.371680 | 10180002140001 | Ladda upp en bild av detta fornminne      |
| Tranemo 215:1                          | Stenkrets                   |              | Tranemo, Västergötland |       | 57.499929, 13.373159 | 10180002150001 | Ladda upp en bild av detta fornminne      |
| Tranemo 215:2                          | Stenkrets                   |              | Tranemo, Västergötland |       | 57.499831, 13.373104 | 10180002150002 | Ladda upp en bild av detta fornminne      |
| Tranemo 216:1                          | Stensättning                |              | Tranemo, Västergötland |       | 57.500906, 13.369795 | 10180002160001 | Ladda upp en bild av detta fornminne      |
| Tranemo 217:1                          | Stensättning                |              | Tranemo, Västergötland |       | 57.500935, 13.368701 | 10180002170001 | Ladda upp en bild av detta fornminne      |
| Tranemo 218:1                          | Stensättning                |              | Tranemo, Västergötland |       | 57.498851, 13.367012 | 10180002180001 | Ladda upp en bild av detta fornminne      |
| Tranemo 219:1                          | Röse                        |              | Tranemo, Västergötland |       | 57.499918, 13.367858 | 10180002190001 | Ladda upp en bild av detta fornminne      |
| Tranemo 220:1                          | Stensättning                |              | Tranemo, Västergötland |       | 57.502839, 13.373975 | 10180002200001 | Ladda upp en bild av detta fornminne      |
| Tranemo 221:1                          | Stensättning                |              | Tranemo, Västergötland |       | 57.499930, 13.366192 | 10180002210001 | Ladda upp en bild av detta fornminne      |
| Tranemo 221:2                          | Stensättning                |              | Tranemo, Västergötland |       | 57.500072, 13.366334 | 10180002210002 | Ladda upp en bild av detta fornminne      |
| Tranemo 228:1                          | Stensättning                |              | Tranemo, Västergötland |       | 57.487038, 13.369241 | 10180002280001 | Ladda upp en bild av detta fornminne      |
| Tranemo 234:1                          | Stensättning                |              | Tranemo, Västergötland |       | 57.517455, 13.389934 | 10180002340001 | Ladda upp en bild av detta fornminne      |
| Tranemo 247:1                          | Stensättning                |              | Tranemo, Västergötland |       | 57.519510, 13.400339 | 10180002470001 | Ladda upp en bild av detta fornminne      |
| Tranemo 249:1                          | Stensättning                |              | Tranemo, Västergötland |       | 57.524161, 13.401276 | 10180002490001 | Ladda upp en bild av detta fornminne      |
| Tranemo 249:2                          | Stensättning                |              | Tranemo, Västergötland |       | 57.523916, 13.401148 | 10180002490002 | Ladda upp en bild av detta fornminne      |
| Tranemo 250:1                          | Stensättning                |              | Tranemo, Västergötland |       | 57.525696, 13.399404 | 10180002500001 | Ladda upp en bild av detta fornminne      |
| Tranemo 251:1                          | Stensättning                |              | Tranemo, Västergötland |       | 57.526309, 13.395919 | 10180002510001 | Ladda upp en bild av detta fornminne      |
| Tranemo 299:1                          | Röse                        |              | Tranemo, Västergötland |       | 57.480312, 13.419078 | 10180002990001 | Ladda upp en bild av detta fornminne      |
| Tranemo 299:2                          | Stensättning                |              | Tranemo, Västergötland |       | 57.480368, 13.418878 | 10180002990002 | Ladda upp en bild av detta fornminne      |
| Tranemo 299:3                          | Stensättning                |              | Tranemo, Västergötland |       | 57.480430, 13.419086 | 10180002990003 | Ladda upp en bild av detta fornminne      |
| Tranemo 299:4                          | Stensättning                |              | Tranemo, Västergötland |       | 57.480046, 13.419410 | 10180002990004 | Ladda upp en bild av detta fornminne      |
| Tranemo 315:1                          | Röse                        |              | Tranemo, Västergötland |       | 57.452618, 13.380807 | 10180003150001 | Ladda upp en bild av detta fornminne      |
| Tranemo 340:1                          | Röse                        |              | Tranemo, Västergötland |       | 57.520581, 13.426637 | 10180003400001 | Ladda upp en bild av detta fornminne      |
| Tranemo 340:2                          | Stensättning                |              | Tranemo, Västergötland |       | 57.520849, 13.426835 | 10180003400002 | Ladda upp en bild av detta fornminne      |
| Tranemo 341:1                          | Stensättning                |              | Tranemo, Västergötland |       | 57.521843, 13.434314 | 10180003410001 | Ladda upp en bild av detta fornminne      |
| Tranemo 341:2                          | Stensättning                |              | Tranemo, Västergötland |       | 57.521731, 13.434228 | 10180003410002 | Ladda upp en bild av detta fornminne      |
| Tranemo 363:1                          | Röse                        |              | Tranemo, Västergötland |       | 57.473626, 13.343159 | 10180003630001 | Ladda upp en bild av detta fornminne      |
| Tranemo 364:1                          | Röse                        |              | Tranemo, Västergötland |       | 57.474478, 13.340927 | 10180003640001 | Ladda upp en bild av detta fornminne      |
| Tranemo 405:1                          | Stensättning                |              | Tranemo, Västergötland |       | 57.516472, 13.394294 | 10180004050001 | Ladda upp en bild av detta fornminne      |
| Tranemo 409:1                          | Stensättning                |              | Tranemo, Västergötland |       | 57.541260, 13.293239 | 10180004090001 | Ladda upp en bild av detta fornminne      |
| Tranemo 425:1                          | Stensättning                |              | Tranemo, Västergötland |       | 57.540367, 13.331828 | 10180004250001 | Ladda upp en bild av detta fornminne      |
| Tranemo 426:1                          | Stensättning                |              | Tranemo, Västergötland |       | 57.527492, 13.343566 | 10180004260001 | Ladda upp en bild av detta fornminne      |
| Tranemo 427:1                          | Stensättning                |              | Tranemo, Västergötland |       | 57.528427, 13.342459 | 10180004270001 | Ladda upp en bild av detta fornminne      |
| Tranemo 428:1                          | Stensättning                |              | Tranemo, Västergötland |       | 57.530385, 13.341559 | 10180004280001 | Ladda upp en bild av detta fornminne      |
| Tranemo 429:1                          | Stensättning                |              | Tranemo, Västergötland |       | 57.530703, 13.342479 | 10180004290001 | Ladda upp en bild av detta fornminne      |
| Tranemo 431:1                          | Röse                        |              | Tranemo, Västergötland |       | 57.530709, 13.376851 | 10180004310001 | Ladda upp en bild av detta fornminne      |
| Tranemo 434:1                          | Stensättning                |              | Tranemo, Västergötland |       | 57.517697, 13.337047 | 10180004340001 | Ladda upp en bild av detta fornminne      |
| Tranemo 440:1                          | Röse                        |              | Tranemo, Västergötland |       | 57.529666, 13.341805 | 10180004400001 | Ladda upp en bild av detta fornminne      |
| Tranemo 446:1                          | Stensättning                |              | Tranemo, Västergötland |       | 57.456682, 13.238953 | 10180004460001 | Ladda upp en bild av detta fornminne      |
| Tranemo 546                            | Stensättning                |              | Tranemo, Västergötland |       | 57.516246, 13.343693 | 12000000053869 | Ladda upp en bild av detta fornminne      |
| Tranemo 550                            | Röse                        |              | Tranemo, Västergötland |       | 57.499368, 13.350170 | 12000000054639 | Ladda upp en bild av detta fornminne      |
| Tranemo 551                            | Stensättning                |              | Tranemo, Västergötland |       | 57.499212, 13.350013 | 12000000054659 | Ladda upp en bild av detta fornminne      |
| Tranemo 553                            | Stensättning                |              | Tranemo, Västergötland |       | 57.498954, 13.350598 | 12000000054740 | Ladda upp en bild av detta fornminne      |
| Tranemo 555                            | Röse                        |              | Tranemo, Västergötland |       | 57.494401, 13.348819 | 12000000054758 | Ladda upp en bild av detta fornminne      |
| Tranemo 556                            | Röse                        |              | Tranemo, Västergötland |       | 57.494887, 13.348419 | 12000000054759 | Ladda upp en bild av detta fornminne      |
| Breda sten (Ambjörnarp 26:1)           | Gravfält                    |              | Tranemo, Västergötland |       | 57.454148, 13.310829 | 10162700260001 | Ladda upp en bild av detta fornminne      |
| Nittorp 63:1                           | Gravfält                    |              | Tranemo, Västergötland |       | 57.518030, 13.452859 | 10174300630001 | Ladda upp en bild av detta fornminne      |